# フランク・ネルソン・コール
フランク・ネルソン・コール（Frank Nelson Cole, Ph.D.、1861年9月20日 - 1926年5月26日）は、アメリカ合衆国の数学者である。
マサチューセッツ州アッシュランドに生まれ、ハーバード大学を卒業した後、1885年から1887年まで同大学で数学を教えていた。
後にミシガン大学やコロンビア大学で教職に就いた。1895年から25年間、アメリカ数学会(AMS)の事務局長を務めた。
1903年、ニューヨークで開かれたアメリカ数学会で、メルセンヌ数 M67 = 267 − 1の因数を確認したという発表を行った。M67 が因数を持つ（素数ではない）ことは、1876年にエドゥアール・リュカが証明していたが、リュカはその因数が何であるかまでは示せなかった。コールは黒板の前に立つと、M67の値、すなわち147,573,952,589,676,412,927 を注意深く書いた。今度は黒板の前の別の場所へ移動し、193,707,721 × 761,838,257,287と書いて、その乗算を手計算で行った。両者の値が等しいことが示されると、コールは自分の席に戻った。この間約1時間、コールは一言も発しなかった。少し間を置いて、会場に拍手が沸き起こったと伝えられている。後にコールは、因数を発見するのに「毎週日曜日、3年間」かかったと述べている。
1926年にニューヨーク市で64歳で亡くなった。アメリカ数学会のコール賞は彼を記念して制定されたものである。